# Minturnae
Minturnae (łac. Dioecesis Marturanensis) – stolica historycznej diecezji w Italii erygowanej w roku 490, a włączonej w roku 960 w skład diecezji Gaeta.
Współczesne miasto Minturno w prowincji Latina we Włoszech. Obecnie katolickie biskupstwo tytularne ustanowione w 1968 przez papieża Pawła VI.

## Biskupi tytularni
| Lp. | Biskup                  | Funkcja                                        | Od               | Do                |
| --- | ----------------------- | ---------------------------------------------- | ---------------- | ----------------- |
| 1   | Joaquín García Ordóñez  | biskup koadiutor Santa Rosa de Osos (Kolumbia) | 28 lipca 1969    | 29 września 1971  |
| 2   | Pier Giuliano Tiddia    | biskup pomocniczy Cagliari (Włochy)            | 24 grudnia 1974  | 30 listopada 1985 |
| 3   | Francesco Sgalambro     | biskup pomocniczy Messyny (Włochy)             | 22 lutego 1986   | 18 marca 2000     |
| 4   | Bernardo Fabio D’Onorio | opat Montecassino (Włochy)                     | 13 kwietnia 2004 | 20 września 2007  |
| 5   | Piergiuseppe Vacchelli  | urzędnik Kurii Rzymskiej                       | 24 maja 2008     |                   |